# Продик
Продик (др.-греч. Πρόδικος, ок. 465 до н. э.— ок. 395 до н. э.) из Иулиды на о-ве Кеос — древнегреческий философ. Один из старших софистов времен Сократа, младший современник Протагора. Он прибыл в Афины в качестве посла от острова Кеос и стал известен как оратор и учитель. Платон относится к нему с бо́льшим уважением, чем к другим софистам, и в некоторых диалогах платоновского Сократа появляется друг Продик. Продик в своей учебной программе придаёт большое значение лингвистике и этике. Содержание одной из его речей «Геракл на распутье» до сих пор известно. Он представил также теорию происхождения религии.

## Жизнь
Продик был выходцем из города Иулида на острове Кеос, являющегося родиной Симонида, которого он охарактеризовал как подражатель. Продик часто приезжал в Афины с целью ведения дел от имени своего родного города и привлекал внимание как оратор, хотя его голос был низким. Плутарх описывает его как стройного и физически слабого человека; Платон также намекает на его хилость и степень изнеженности, которая к этому привела. Филострат обвиняет его в роскоши и жадности. В диалоге Платона под названием «Протагор» Продик упоминается как ранее приезжавший в Афины. Он появляется в драме Евполида и комедиях «Облака» и «Птицы» Аристофана. Согласно заявлению Филострата, Продик прочитал свою лекцию о добродетели и пороке в Фивах и Спарте.
Продик близко общался со многими известными философами и деятелями культуры, которые уважали его талант: с Сократом, Ксенофонтом, Критием, Фукидидом, Фераменом, Еврипидом. Его учениками были ораторы Терамен и Исократ. 
В диалогах Платона Продик упоминается или представляется с определённой степенью уважения по сравнению с другими софистами. Аристофан в комедии «Облака» обходится с ним более снисходительно чем с Сократом.
Продику также приписывают аллегорический рассказ «Геракл на распутье».

## Философские взгляды на риторику
Продик, как многие софисты, обучал искусству спора. Его особенностью был интерес к номинативной функции слов. Развивая учение Протагора о правильной речи, он занимался вопросом различения точных и приблизительных синонимов (родственных слов), дефиниций оттенков смысловых значений, а также омонимов. 

Продик называл свой метод учением «о правильности имен» (ορθότης ὀνομάτων). Стремление дать точное определение каждому термину упоминается Сократом в некоторых диалогах, например, в « «Протагоре» Сократа (337а-с):
«На эти слова отвечал Продик:
— Прекрасно, по-моему, говоришь ты, Критий: тем, кому случается присутствовать при таких обсуждениях, нужно быть для обоих собеседников общими, а не безразличными слушателями — ведь это не одно и то же. Слушать следует их сообща, но оценивать по-разному: более мудрого надо ценить больше, а неумелого — меньше. Я тоже, Протагор и Сократ, прошу вас уступить друг другу: можно спорить о таких вопросах, но не ссориться. Спорят ведь и друзья, которые хорошо относятся друг к другу, а ссорятся противники и враги. Так-то и вышла бы у нас великолепная беседа, и вы, собеседники, заслужили бы от нас, слушателей, величайшее одобрение, но не восхваление: одобрение возникает в душах слушателей искренне, без лицемерия, словесное же восхваление часто бывает лживым и противоречит подлинному мнению людей; с другой стороны, и мы, слушатели, получили бы, таким образом, величайшую радость, но не наслаждение: радоваться ведь свойственно познающему что-нибудь и приобщающемуся к разуму с помощью мысли, наслаждаться же — тому, кто что-нибудь ест или испытывает другое телесное удовольствие.

Эти слова Продика были приняты многими с величайшим одобрением».
Платон рассматривал изучение Продиком синонимов как подготовительный этап к учению о дефинициях Сократа. Особенно значимо влияние на вопрос сущности вещей, их отличия друг от друга, ответа на вопрос «что это?» в исследовательском философском смысле.
Продик первым показал важность анализа языка для логики и философии в целом. Исследуя тему правил спора, он вплотную приблизился к формализации общего способа опровержения ложных тезисов вида «если р, то q» при помощи контрпримера. Дидим Слепец упоминает обсуждение Продиком невозможности противоречия (οὐκ ἔστιν ἀντιλέγειν), аналогично Протагору и Антисфену. В этом плане важно понимать, что синонимы и однокоренные слова, схожие по значению, могут иметь различные точные значения, и части противоречие является мнимым, основываясь лишь на игре слов. Таким образом, вероятно, что Продик также интересовался логикой.
Известно, что Продик давал рекомендации врачам по вопросу медицинской терминологии, которая в то время только формировалась.

## Натуралистический взгляд на религию
Продик, как и некоторые из его коллег софистов, интерпретировал религию в рамках натурализма. С его точки зрения, становление религии проходило в два этапа.
На первой стадии люди стали воздавать божественные почести полезным для них вещам: солнцу, луне, рекам и т. д. Продик приводил в пример культ Нила в Египте.
На второй стадии под именами Деметры, Диониса, Гефеста и других обожествлялись основатели сельского хозяйства, виноделия, металлургии, ремесел — и т. д. Таким образом, молитвы этим богам не имеют смысла. За эти идеи Продик иногда обвинялся в атеизме и пострадал от властей Афин.
Также Продик первым объяснил происхождение религии психологическими причинами — чувством благодарности. 
Космология же в представлении Продика была вполне стандартной: основой мира он считал традиционные четыре элемента с добавлением Солнца и Луны. 

## Этика философа
В области этики Продик известен притчей о Геракле, которая сохранилась благодаря «Воспоминаниям о Сократе» Ксенофонта (II I, 21–34). Герой делает выбор между Счастьем (Добродетелью) и Порочностью, которых встречает в образе женщин. При этом добродетель понимается как средство достижения настоящей пользы:
«Не буду обманывать тебя вступлениями насчет удовольствий, а расскажу по правде, как боги устроили все в мире. Из того, что есть на свете полезного и славного, боги ничего не дают людям без труда и заботы: хочешь, чтобы боги были к тебе милостивы, надо чтить богов; хочешь быть любимым друзьями, надо делать добро друзьям; желаешь пользоваться почетом в каком-нибудь городе, надо приносить пользу городу; хочешь возбуждать восторг всей Эллады своими достоинствами, надо стараться делать добро Элладе; хочешь, чтобы земля приносила тебе плоды в изобилии, надо ухаживать за землёй; думаешь богатеть от скотоводства, надо заботиться о скоте; стремишься возвыситься через войну и хочешь иметь возможность освобождать друзей и покорять врагов, надо учиться у знатоков военному искусству и в нем упражняться; хочешь обладать и телесной силой, надо приучать тело повиноваться рассудку и развивать его упражнениями, с трудами и потом».
Именно этот рассказ пародирует Аристофан в «Облаках» (889–1104).
Платон сохранил высказывания Продика о том, что человеческая жизнь неизбежно исполнена многих страданий (Axioch. 366c-369b), а также про требование безразличности для счастья обладания внешними благами, такими, как богатство (Eryx. 397c-398е).